# 趙明鋒
趙明鋒（17世紀—17世紀），字仲弢，號石城，浙江金華府東陽縣魏山人，明朝、南明政治人物。

## 生平
趙明鋒是萬曆四十三年（1615年）舉人，崇禎四年（1631年）成進士，吏部观政，五年丁母忧。八年獲授中書舍人，十二年丁忧去职。后起复，十五年前往陝西負責鄉試，轉任尚寶司卿冊封盟津王，陞吏部稽勳司主事，以清慎自持，同僚攀附他不成被誣陷，外調禮部祠祭司主事，弘光年間為雲南督學僉事，轉為光祿寺卿。
不久趙明鋒因病歸里，杜門謝客，潛心研究性命之學，吳翀是他典試時所取錄的士子，每次他來訪只問起居，不問外事。

## 引用
1. ↑  《崇祯四年辛未科三百五十名进士履历》：趙明鋒，石城，诗三房，乙巳年八月二十九日生。東陽人，乙卯七十六，會三百一名，三甲二百六十一名。吏部政，壬申丁内艰，乙亥授中書舍人，己卯丁忧。曾祖继魏，增生。祖貽廣。父賢支。
2. 1 2  道光《東陽縣志·卷二十·人物志八》：趙明鋒 號石城，魏山人，崇正辛未進士，官尚寶司正卿，奉使冊封河南盟津，壬午典陝西鄉試，有得人之目。陞稽勳司主事，清慎自持，同官有夤緣不遂者忌之，于他疏中列名羅織，上識其誣，出為南京祠祭司主事，擢光祿寺卿謝病歸里。既鼎革杜門謝客，究心性命之學，足不履城邑，郡守吳翀為前典試時得士，每就問起居與之設，未嘗問外事也。〔徐可奇傳畧〕
3. ↑  道光《東陽縣志·卷十三·人物志一》：舉人……萬歷四十三年乙卯……趙明鋒 辛未進士
4. ↑  錢海岳《南明史·卷三十五·列傳第十一》：（弘光）時四川雲南司道：……趙明鐸【鋒】，東陽人。崇禎四年進士。祠祭郎中，出為雲南督學僉事。
5. ↑  錢海岳《南明史·卷四十四·列傳第二十二》：趙明鋒，字仲弢，東陽人。崇禎四年進士。授中書舍人，典陝西鄉試，封盟津王。歷稽勳主事、祠祭郎中，陞光祿卿歸。杜門研經史，以壽終。